# Гранде (Німеччина)
Гранде (нім. Grande) — громада в Німеччині, розташована в землі Шлезвіг-Гольштейн. Входить до складу району Штормарн. Складова частина об'єднання громад Тріттау.
Площа — 7,87 км2. Населення становить 695 ос. (станом на 31 грудня 2020).